# Giuseppe Bellusci
Giuseppe Bellusci (* 21. August 1989 in Trebisacce) ist ein italienischer Fußballspieler.

## Karriere
Nachdem der Abwehrspieler seine Jugendzeit bei Ascoli Calcio zugebracht hatte, absolvierte er unter Cheftrainer Nedo Sonetti in der Saison 2006/07 seine ersten Einsätze in der Serie A. Dabei debütierte Bellusci am 13. Mai 2007 im Heimspiel gegen US Palermo in der höchsten italienischen Spielklasse, die Partie endete mit einem 3:2-Sieg für Ascoli. Zum Saisonende stieg er mit der Mannschaft als Zweitletzter mit 27 Punkten in die Serie B ab. Auch im Folgejahr war es ihm vergönnt, sich im Team zu etablieren, und der Defensivspieler fand sich fast ausschließlich auf der Ersatzbank wieder. Bis zum Saisonende standen zwei Einsätze im Ligabetrieb der zweithöchsten Spielklasse zu Buche, die jeweils mit einem Unentschieden endeten.
In der folgenden Spielzeit erarbeitete er sich einen Stammplatz in der Mannschaft und stand in insgesamt 30 Ligapartien für seinen Jugendverein im Einsatz. Am 7. Februar 2009 traf er im Auswärtsspiel bei der US Triestina erstmals in seiner Profikarriere ins gegnerische Tor, die Gäste aus Ascoli Piceno gewannen die Partie mit 2:1. Nach Abschluss der Saison stand der 16. Platz zu Buche und der Ligaerhalt wurde mit einem Punkt Vorsprung auf die Playout-Ränge gesichert. Im Sommer 2009 unterzeichnete Bellusci einen auf fünf Jahre befristeten Vertrag beim sizilianischen Verein Catania Calcio. In der Saison 2009/10 absolvierte der Abwehrspieler zwölf Ligapartien für Catania, konnte sich vorerst jedoch nicht als Stammkraft aufdrängen.
Bellusci absolvierte als Mitglied der italienischen U-21-Auswahl insgesamt drei Länderspiele für die Azzurrini.